# ЈКП Зеленило Београд
Јавно комунално предузеће „Зеленило Београд” (ЈКП „Зеленило Београд”) је јавно комунално предузеће које врши делатности уређења и одржавања јавних зелених површина, одржавања јавних санитарних објеката, пратеће производње и поправке парковских, спортских и других реквизита, производње цвећа, украсног биља и попуне садница у парк-шумама.

## Опште информације
Комуналне делатности предузеће обавља на територији десет београдских општина: Вождовац, Врачар, Звездара, Земун, Нови Београд, Палилула, Раковица, Савски венац, Стари град и Чукарица.
Поред комуналне делатности предузеће обавља и уређење паркова, зелених и рекреационих површина, у мањем обиму трговина цвећем, садним материјалном, семенском робом, средствима за заштиту биља, израдом планске, инвестиционе и техничке документације за уређење и реконструкцију постојећих паркова, зелених и рекреационих површина и пратећих објеката и опреме. У надлежности предузећа је око 3000 хектара јавних зелених површина у које спадају паркови, скверови, рекреативни комплекси, стамбена насеља и улични травњаци, а располаже са 12 хектара површине за производњу биљног материјала на отвореном и 7000 м2 под стакленицима.
Поред својих надлежности, ЈКП „Зеленило Београд” такође управља заштићеним природним добрима као што су Велико ратно острво, Бајфордова шума, Пионирски парк, Академски парк, Топчидерски парк, Звездарска шума, као и са појединачно заштићеним природним добрима, односно стаблима широм града.
Радове које обавља ЈКП „Зеленило Београд” финансира Скупштина града Београда.

## Историјат
Од „општинских вртлара” до ЈКП „Зеленила Београд” био је дуг пут од 90 година. Ошштина града Београда је још седамдесетих година 19. века и пре формалног оснивања службе за бригу о зеленилу имала ангажоване квалификоване вртларе, а у граду је постојао велики број паркова. Дана 21. децембра 1929. године основана је посебна служба као једна од шест одсека Техничке дирекције Београдске општине.
Првобитно је одсек деловао под називом „Одсек за паркове”, а касније као „Одсек за паркове и пошумљавања”, чију традицију је наставило данашње предузеће ЈКП „Зеленило Београд”. Тадашњи одсек имао је шест служби и то : вртларску са расадником и стакларом за шуме, за пољопривреду (сложена економија „Рева”, настала исушивањем мочварних терена у Банату - Панчевачки рит, од које 1945. године настаје ПКБ), зоолошки врт, службу за декорацију, службу за рестаурирање и конзервирање Београдске тврђаве (од кога 1961. године настаје данашњи Републички завод за заштиту споменика културе Београд).
Први руководилац предузећа био је Александар Крстић, пионир хортикултурне струке на простору Југославије и зачетник данашњег предузећа.